# Шелепницька Наталія Михайлівна
Ната́лія Шелепни́цька (нар. 2 лютого 1970, Добрівляни) — поп-оперна співачка, акторка, професорка вокалу, композиторка, громадська діячка. Лірико-драматичне сопрано, народна артистка України, Посол Миру, Кавалер орденів Святої Марії та Святого Станіслава, Жінка Року, Жінка III Тисячоліття, Українська Мадонна, Золотий голос, володарка багатьох нагород і титулів. За версією конкурсу краси, талантів та благодійності Об'єднаних Націй [Архівовано 18 липня 2018 у Wayback Machine.] визнана найкрасивішою жінкою Європи (титул Mrs Europe United Nations) та найкрасивішою жінкою Планети Земля (титул Mrs United Nations Earth).
У репертуарі співачки понад 1000 творів: арії з опер українських і зарубіжних композиторів, романси, народні пісні, композиції в стилі NeoClassic, авторська музика.

## Біографія
Наталія Шелепницька народилася на Тернопільщині в українській родині, батьки привили їй любов до України та її культури. Змалечку навчалася музиці. 
Концертну діяльність розпочала у 1985 році під час навчання у складі ансамблю бандуристів Чернівецького музичного училища ім. Сидора Воробкевича. У 1990 році вступила до Львівської консерваторії ім. М. В. Лисенка. Під час навчання багато концертувала Україною та за її межами: в Польщі, Болгарії, Чехії, Румунії, Словенії, Молдові, Німеччині.
З 1994 по 1996 рік працювала солісткою ансамблю народної музики «Синевір» при Київському муніципальному духовому оркестрі. У 1996 році вступила до Національної музичної академії України ім. П. І. Чайковського на кафедру сольного співу до класу народної артистки України, народної артистки СРСР, Героя України Євгенії Мірошниченко. У 2002 році стажувалася у професора Міланської консерваторії, маестро Гусєва (Італія). Брала участь у Міжнародному фестивалі молодих оперних співаків у Венеції. У 2006 році закінчила асистентуру стажування на кафедрі сольного співу Національної музичної академії імені П. І. Чайковського.
З 2002 року працювала старшою викладачкою кафедри культурології НУБіП України, а у 2008 році була доценткою цієї кафедри. З 2015 року була професоркою кафедри культурології НУБіП України. За час викладання в університеті з 2002 по 2021 рік Наталія Шелепницька виховала велику плеяду талановитої молоді, які сьогодні гордо представляють Україну: Лілія Худіч, Діма Андрієць (заслужений артист України), Антоніна Штика, Данило Карачевський, Анна Кравченко, Максим Гненюк, Валентин Жуль, Мар'яна Остяк, Аліна Васюченко, Анастасія Данько та багато інших. Усі вони є лауреатами всеукраїнських та міжнародних конкурсів та фестивалів, володарами Гран-Прі.
Понад 30 років Наталія Шелепницька гастролює в Україні та за кордоном (Європа, Азія, Америка), веде активну соціальну діяльність, займається благодійністю.
Одружена, має сина Андрія.

### Творчість
У репертуарі Наталії Шелепницької — понад тисяча творів. Крім оперних партій, вона виконує безліч концертних арій українських та зарубіжних композиторів: М. Лисенка, П. Майбороди, С. Гулака-Артемовського, Дж. Верді, Дж. Россіні, Дж. Пуччіні, В. А. Моцарта, С. Баха, Л. Бетховена, Дж. Гершвіна, І. Кальмана, Й. Штрауса, Ф. Шуберта, Й. Брамса, М. Глінки, П. Чайковського, С. Рахманінова та ін. Ще один напрямок творчості співачки — нео-класік або класичний кроссовер: знамениті твори Ендрю Ллойда Вебера, Франческо Сарторі та інших сучасних авторів. Особливе місце у творчості співачки займають українські народні пісні. Наталія Шелепницька співпрацює з талановитими поетами України: Вадим Крищенко, Міла Кирилюк, Юрій Рибчинський, Петро Мага, Юрій Тітов, Злата Лагутіна, Микола Кликовка, Валерія Сєрова, Діана Гольде, на вірші яких написала музику, і ці пісні припали до серця багатьом.
Наталія Шелепницька бере активну участь у концертах міського та державного рівня, вона провела безліч благодійних сольних концертів у супроводі провідних колективів України, зокрема: Національного оркестру народних інструментів під керівництвом народного артиста України, лауреата Національної премії імені Тараса Шевченка Віктора Гуцала; Національного заслуженого академічного симфонічного оркестру під керівництвом заслуженого діяча мистецтв України Володимира Сіренка; Державного естрадно-симфонічного оркестру під керівництвом М. Лисенка; Заслуженого академічного Ансамблю пісні і танцю Збройних Сил України — художній керівник і головний диригент — Дмитра Антонюка.
У 2007 р. вийшов перший альбом співачки «Я так тебе люблю» [Архівовано 11 січня 2022 у Wayback Machine.], до якого увійшли перлини української класики та народної музики. У 2012 побачив світ другий альбом Наталії Шелепницької — «Memory», який зібрав шедеври світової класики і твори в стилі NeoClassic. Пізніше випустила ще ряд альбомів: «Україно моя», «The voice of my soul»   , «Кохай, кохай»  [Архівовано 11 січня 2022 у Wayback Machine.].
Серед численних сольних концертів можна виділити ряд особливо пам'ятних співачці — бенефіси, присвячені 20-річчю творчості, 1 листопада 2012 року в Національній філармонії України, 10 березня 2013 року в Жовтневому палаці, у 2015 році — «Музика єднає нас» у Національній філармонії України.
З 2014 року понині Шелепницька провела понад 100 концертів в зоні АТО.
Наталія Шелепницька презентує і промоутує українську культуру за кордоном, постійно беручи участь у різних проєктах, таких як Міжнародна Премія мистецтва ім. М. В. Гоголя в Італії, Дні української культури в США та Української музики у Франції. Шелепницька представляє оперне мистецтво України у світі — разом з Вікторією Лук'янець вона виступала в Римі на святкуванні 140-річчя з Дня народження великої української співачки Соломії Крушельницької.

### В кіно
- 2011 Телесеріал «Сімейні мелодрами» (перший сезон, який виходив під назвою «Сімейні драми») Двосерійна історія під назвою «Альфонс». Роль — Жанна Конотоп.[1][2]

### Громадськп діяльність
Наталія Шелепницька організовує і підтримує соціальні проєкти, спрямовані на розвиток культури, мистецтва, здорового способу життя, вирішення соціальних проблем. Співачка постійно займається благодійністю — підтримує дітей-сиріт та дітей з інвалідністю, сприяє розвитку талановитої молоді. Серед численних благодійних акцій, проведених співачкою, можна виділити благодійний сольний концерт в 2008 р. під назвою «Любов без меж», кошти від якого були спрямовані на підтримку спеціалізованої школи-інтернату для дітей з вадами розвитку в селі Бабанка Черкаської області.
Як Амбасадорка миру Наталія Шелепницька бере участь у проєктах, які сприяють встановленню миру і в нашій країні, і в інших країнах світу.
У 2016 році Наталія Шелепницька взяла участь у Конкурсі Краси Об'єднаних Націй (United Nations Pageants), де головними вимогами до представниць націй були волонтерська діяльність, харизма, гідна поведінка і наявність яскравого таланту. У червні 2016 року Наталія Шелепницька отримала титул найкрасивішої жінки Європи (Mrs. Europe United Nations) [Архівовано 11 січня 2022 у Wayback Machine.] на Конкурсі Краси Об'єднаних Націй. У цьому статусі вона взяла участь у фіналі конкурсу, який відбувся в липні на Ямайці, де стала володаркою титулу найкрасивішої жінки планети Земля (Mrs. United Nations Earth).
Конкурс Організації Об'єднаних націй об'єднує людей з різних куточків Землі у справі служіння ініціативам, які підтримують мир, добро і добробут на планеті. Волонтерські проєкти, що виникають під час проведення конкурсу між країнами, дозволяють коронованим переможницям ставати амбасадоркам Доброї Волі, будучи зразками гідності і толерантності.

### Нагороди
За творчу та громадську діяльність Наталія Шелепницька була удостоєна багатьох нагород і титулів.
- 1996 р. — звання "Лауреата Міжнародної премії «Дружба» за вагомий внесок у розвиток української та світової культури
- 2005 р. — почесне звання «Заслужений артист України».[3]
- 2005 р. — за вагомий особистий внесок у розвиток і популяризацію класичного та сучасного мистецтва, високий професіоналізм була відзначена Подякою Київського мера Олександра Омельченка
- 2010 р. — Міжнародна Федерація Миру нагородила Наталію Шелепницьку почесним званням «Посол Миру» за вагомий внесок у розвиток і встановлення миру в усьому світі.[4]
- 2011 р. — почесне звання «Кавалер ордена Святої Марії» за людяність і милосердя[5]
- 2013 р. — почесне звання «Жінка року»[6]
- 2013 р. — почесний титул «Українська Мадонна»[7]
- 2015 р. — звання «Народний артист України»[8]
- 2015 р. — титул «Жінка III тисячоліття».
- 2016 р. — на міжнародному конкурсі Краси Об'єднаних Націй (United Nations Pageants), де оцінюється соціальна і волонтерська діяльність учасниць, Наталія Шелепницька в статусі найкрасивішої жінки Європи (Mrs. Europe United Nations) отримала корону і титул найкрасивішої жінки планети Земля (Mrs. United Nations Earth)[9]
- 2016 р. — орден святого Станіслава IV ступеня від Міжнародного Ордену Святого Станіслава[10]
- 2016 р. — Почесна грамота Київського фестивалю військово-патріотичної пісні «Доля вибрала нас»[11]
- 2016 р. — Почесний диплом «За вагомий внесок в розвиток української пісенної культури» (Міжнародний фестиваль «Шлягер року»)
- 2016 р. — Пам'ятна медаль «Чарівна сила України»[12]
- 2017 р. — Почесна грамота за патріотизм та підтримку військовослужбовців Збройних Сил України в зоні проведення АТО на території Донецької та Луганської областей (командування військової частини А1-556)
- 2017 р. — Подяка за ативну участь у підготовці та проведенні міжнародного проекту-конкурсу «Тарас Шевченко єднає народи» (Міжнародна Ліга «Матері і Сестри — Молоді України»)[13]
- 2017 р. — Подяка за підтримку у створенні «Книги добра» (Міністр Закордонних Справ Павло Клімкін)[14]
- 2017 р. — Подяка за сумлінну, плідну працю, високий професіоналізм та вагомий особистий внесок у соціально-економічний розвиток країни, почесне звання «Леді року 2017» (Дніпропетровська Обласна Державна Адміністрація)
- 2017 р. — Почесна Грамота за особистий внесок у підтримці бойового духу та патріотизму воїнів-захисників України в зоні АТО та з нагоди Дня Добровольця («Мистецький Спецназ»)
- 2017 р. — Почесна грамота за участь у Київському фестивалі військово-патріотичної пісні до Дня Матері в Україні[15]
- 2017 р. — Почесна грамота за участь у Київському фестивалі військово-патріотичної пісні «Доля вибрала нас»[16]
- 2017 р. — Почесний диплом «За збереження традицій української пісні» (Міжнародний фестиваль «Шлягер року»)
- 2018 р. — Відзнака Президента України «За гуманітарну участь в антитерористичній операції»[17]
- 2019 р. — Почесна нагорода конкурсу Milestone Global Awards 2019-Dubai в номінації Performing Art (Dubai, UAE)[18]
- 2020 р. — Лауреатка бізнес-премії «Cabinet Boss TOP-50. Митець року 2020»[19]
- 2021 р. — Співачка року за версією журналу «Millenium Club»

## Альбоми
1. Я так тебе люблю… (2007) разом з Національним оркестром народних інструментів України (Видавець: Moon records)
2. Memory (2009)
3. Україно моя (2018)
4. The voice of my soul (2019)
5. Кохай, кохай (2020)

## Кліпи
1. Piano
2. Ти моє щастя
3. Київський вальс
4. Гандзя
5. Пісня Наталки
6. Очерет лугом гуде
7. Серед села дичка
8. Молитва
9. История одной любви
10. Румба на млечном пути
11. Мамина любов
12. Історія любові
13. Aranjuez
14. «Мелодія» (М.Скорик)
15. Люби меня
16. Feel Me
17. Colors of Love
18. This is Dubai